# Muhàmmad Txuqi Mirza
pel príncep Kutb al-Din Muhammad Txuqi Mirza, vegeu Kutb al-Din Muhammad Txuqi
Muhàmmad Txuqi Mirza (Muhammad Chuki Mirza o Muhammad Djuki Mirza), fou un príncep timúrida, fill d'Abd al-Latif Mirza.
El seu pare Abd al-Latif fou assassinat el 1450 per Abd Al·là ibn Ibrahim que va ocupar el tron a Transoxiana. Abd Al·là fou derrotat i mort per Abu Said Khan (fill de Muhammad, net de Miran Shah i besnet de Tamerlà, que va tenir el suport d'Abu l-Khayr, el kan jòtxida shibànida de l'horda dels uzbeks (22 de juny de 1451) i que va ocupar el tron.
Empresonat algun temps va poder fugir a terres d'Abu l-Khayr i va ser rebut per aquest que estava casat amb Rabiga Sultan Begum, germana d'Abd al-Latif i, per tant, tia de Txuqi Mirza. Aquest va demanar ajut per recuperar els seus dominis ancestrals i Abu l-Khayr (aparentment molest amb Abu Said al que havia posat al tron) va acceptar i va enviar un exèrcit manat per Burge o Bereke Sultan, Bishikda Oghlan (Biskit Oglan), i altres amirs, contra Samarcanda; a l'expedició es van unir alguns amirs txagataïdes descontents d'Abu Said, i pels partidaris d'Ulugh Beg (hivern de 1461 a 1462)
L'exèrcit va ocupar Taixkent i Shahrukhia, i va creuar el Sihun. El governador de Samarcanda, amir Masud Arghun, va sortir a enfrontar als atacants a un lloc anomenat Sistan, però fou derrotat després d'una forta batalla i es va retirar cap a la ciutat de Samarcanda des d'on va enviar missatgers a Abu Said (que residia a Herat) demanant ajut; els uzbeks van assolar la regió de Transoxiana i van acampar a Kufin (?) i Kermineh. Quan van saber que Abu Said marxava a la zona amb un exèrcit, Bereke Sultan i altres oficials volien defensar el pas de l'Oxus mentre els amirs txagatais volien retirar-se darrere el Sihun i a Shahrukhia. Txuqi Mirza va donar suport a aquesta posició i llavors una part de l'exèrcit va desertar a favor d'Abu Said mentre els uzbeks l'abandonaven i començaven a saquejar la regió en el seu retorn.
Desorganitzades les forces de Txuqi Mirza, aquest i els seus homes es van retirar a Shahrukhia on van quedar assetjats i es van haver de rendir per manca de provisions el 1462/1463. El Tarikh-i-Abulkhair diu que Abu Said va tractar amablement a Txuqi Mirza i se'l va emportar a Herat on el va confinar al fort d'Ikhtiyaruddin, on va morir.